# Manfred Schoof
Manfred Schoof (Magdeburg, 6 april 1936) is een Duitse jazzmuzikant. Als trompettist en bespeler van flügelhorn en cornet beweegt hij zich binnen de stroming avant-gardejazz. Binnen die stroming levert hij ook composities af.
Hij studeerde muziek aan de Muziekacademie van Kassel (1955-1957) en later aan de Hochschule für Musik in Keulen (1958-1963). Een van zijn docenten aan dat laatste instituut was Bernd Alois Zimmermann, componist van hedendaagse klassieke muziek. Na die studies begon hij te spelen in diverse jazzensembles van bijvoorbeeld Fritz Münzer, Gunter Haslem en Harald Banter. Zijn eerste eigen sextet kwam in 1965 van de grond en bewoog zich in de stroming freejazz. Daarbij werd een mix gevonden van compositie en improvisiatie. Hij speelde vervolgens met Albert Mangelsdorff, Peter Brötzmann, Mal Waldron, Irene Schweizer, Kenny Clarke, Francy Boland, het orkest van Gil Evans, German Allstars, George Russell-sextet en met Kurt Edelhagen.
In die tijd arrangeerde hij ook werken van zijn leermeester Zimmermann (Die Soldaten) en Johannes Frirtsch. Beginjaren zeventig trad hij toe tot het New Jazz Trio en trad af en toe op met een experimenteel strijkkwintet. In 1975 richtte hij zijn tweede eigen jazzcombo op. Waarin onder meer Michel Pilz en de Nederlandse Jasper van 't Hof deelnamen. In die samenstelling kwam het album Scales (1977) tot stand. In 1980 ontving Schoof de eerste prijs van Union Deutscher Jazzmusiker. In datzelfde jaar begon hij zijn eigen Schoof-Orchester. Vanaf 1982 speelde hij samen met Rainer Brüninghaus, vanaf 1987 met George Gruntz en later met wederom Albert Mageldsdorff, Klaus Doldinger, Wolfgang Dauner en Eberhard Weber.
Alhoewel ondergedompeld in de jazz, verschenen er ook composities binnen de traditie van de klassieke muziek van zijn hand. In 1969 vond de première plaats van zijn Trompetconcert, begeleid door het Berliner Philharmoniker. In 1975 kreeg hij het verzoek een werk te schrijven voor de Donaueschinger Musiktage, een festival voor moderne klassieke muziek. Tot slot verscheen er ook filmmuziek en televisiemuziek van zijn hand, waaronder voor Der Spatz vom Wallraffplatz.  Hij was ook betrokken bij de muziek bij het programma Die Sendung mit der Maus.
Hij is sinds 1972 als muziekdocent verbonden aan de Keulse Muziekhogeschoolm, zit in het bestuur van GEMA en de Union Deutscher Jazzmusiker. In december 2006 werd hij benoemd in de Orde van Verdienste van de Bondsrepubliek Duitsland.
Zijn discografie is relatief groot. Als meespelend musicus is hij te horen op meer dan 125 muziekalbums, al dan niet onder eigen naam uitgebracht. In 2009 werden zijn stukken van zijn drie albums uitgegeven door JAPO Records opnieuw uitgegeven door ECM Records onder de titel Resonance.    
- Bibsys: 6015152
- Bibliothèque nationale de France: cb139900229 (data)
- Gemeinsame Normdatei: 134514939
- International Standard Name Identifier: 0000 0000 5516 9250
- Library of Congress Control Number: no93007979
- Nationale Bibliotheek van Letland: 000102655
- MusicBrainz: c9e0d4a4-8859-4397-b066-4ab121ee810b
- Nationale Bibliotheek van Israël: 987007315753305171
- Istituto Centrale per il Catalogo Unico: DDSV046970
- Système universitaire de documentation: 157466124
- Virtual International Authority File: 29727825
- WorldCat: E39PBJhX7fkmjRtrBJM9wTkRrq